# F-Droid
F-Droid — централізований каталог програмних застосунків для електронних пристроїв з операційною системою Android. Основною особливістю проєкту є те, що основний каталог містить тільки вільне ПЗ. Каталог також позначає в описі застосунку: використання реклами, відстеження користувачів, залежність від комерційного або обмеженого у використанні ПЗ, посилання на сайти або репозитарії із сирцевим кодом самого мобільного застосунку. 
Каталог не потребує обов'язкової реєстрації для пошуку та встановлення застосунків. Ці дії можуть бути виконані будь-ким безпосередньо на сайті або через спеціалізований мобільний застосунок.
Проєкт F-Droid створює застосунки із загальнодоступного та вільно ліцензованого вихідного коду. Проєкт підтримується виключно волонтерськими організаціями та не має офіційного процесу розгляду застосунків. Застосунки додаються користувачами або самими розробниками. Єдина вимога полягає в тому, щоб вони не містили обмеженого у використанні ПЗ.
Це є ключовими відмінностями проєкту від офіційного каталогу мобільних застосунків Google Play, який є комерційним проєктом компанії Google Inc. Тому каталог F-Droid є меншим за офіційний каталог — містить 2600+ застосунків проти 1.43 млн.
Мобільний застосунок до каталогу F-Droid дозволяє:
- підключатись до будь-якого каталогу ПЗ, сумісного за форматом із F-Droid;
- повідомлення про наявність нових версій встановлених застосунків;
- включення для кожного застосунка можливість його автоматичного оновлення (на відміну від офіційного каталогу);
- приховування застосунків, які позначені як несумісні з Android версією на мобільному пристрою;
- пошук застосунків за категоріями або за описом.